# Creatività
(Sigmund Freud)

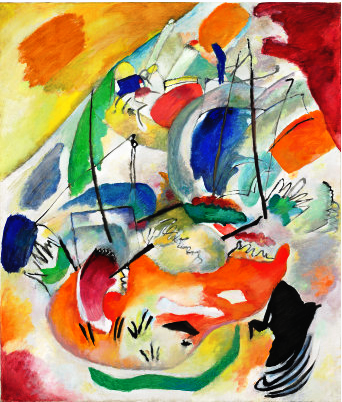
Kandinsky, Improvvisazione 31, olio su tela (1913)

Creatività è un termine che indica genericamente l'arte o la capacità cognitiva della mente di creare e inventare.

## Etimologia
Il verbo italiano "creare", al quale il sostantivo "creatività" rimanda, deriva dal "creare" latino, che condivide con "crescere" la radice KAR. In sanscrito, "KAR-TR" è "colui che fa" (dal niente), il creatore.

## Ricognizione storica e teorica del concetto

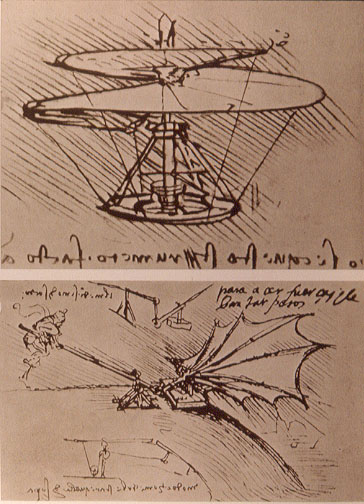
Leonardo Da Vinci è noto per la sua creatività e le sue invenzioni originali

L'idea di creatività come atteggiamento mentale proprio (ma non esclusivo) degli esseri umani nasce nel Novecento. I primi studi sul fenomeno risalgono agli anni venti. Nella specie umana, mentre in alcuni campi - la matematica, per esempio - la creatività sembra svilupparsi meglio in giovane età, in altri - letteratura, musica, arti figurative - continua per tutto l'arco della vita.
L'atto del creare è stato a lungo percepito come attributo esclusivo della divinità: Catullo, Dante, Leonardo, infatti, non avrebbero mai definito se stessi dei creativi. Propri dell'uomo erano invenzione, genio e, dal 1700, progresso e innovazione. La parola creatività entra nel lessico italiano solo negli anni cinquanta.

Gli antichi Greci identificavano la creatività con la capacità poetica (e lo stesso fece Ralph Waldo Emerson, il più celebre filosofo della creatività, nel suo saggio "Il poeta"), ma non solo e non principalmente. L'attività poetica, infatti, è legata a moduli e scansioni ritmiche (a, per così dire, regole da applicare), e mal si presterebbe alla costruzione creativa di azioni che possano risultare esemplari, che possano venire ricordate per la loro memorabilità, arditezza, innovazione repentina e assolutamente imprevista. Vi è però uno stato d'animo che, per gli antichi Greci, forniva condizione di possibilità e terreno d'emersione per simili atti memorandi, oltremodo creativi: la melanconia. Scrive infatti Aristotele in Problemi XXX 953a (trad. Marco Mazzeo):
«Perché gli uomini che si sono distinti [perittòi] nella filosofia, nella politica, nella poesia, nelle diverse arti sono tutti dei melanconici e alcuni fino al punto da ammalarsi delle malattie dovute alla bile nera?»
Gli uomini che si sono distinti, che eccedono e rimangono sempre come fuori misura (più o meno questo significa infatti perittòi), sono caratterizzati da uno stato d'animo melanconico. Questo è un passaggio che per noi non è facile da capire, visto che quando diciamo "malinconia" pensiamo a scoramento, impotenza, indecisione. Ma la malinconia (che mostra legami stretti e complessi con la mania, che parrebbe invece il suo contrario) mostra effettivamente in piena luce un fatto antropologico primario: i sapiens sono una specie assai poco specializzata, una specie per la quale praticamente niente ha un significato biologico predefinito, e questa situazione di perenne indecisione (si pensi allo stato d'animo malinconico) è condizione imprescindibile per poter decidere effettivamente, per poter istituire una regola nuova e dunque per ogni umana azione creativa.

## Istituire una regola, seguire una regola
Tra le moltissime definizioni di creatività che sono state coniate si segnala per semplicità e precisione quella fornita dal matematico Henri Poincaré: "Creatività è unire elementi esistenti con connessioni nuove, che siano utili".
Le categorie di "nuovo" e "utile" radicano l'attività creativa nella società e nella storia. Il "nuovo" è relativo al periodo storico in cui viene concepito; l'"utile" è connesso con la comprensione e il riconoscimento sociale. Nuovo e utile illustrano adeguatamente l'essenza dell'atto creativo: un superamento delle regole esistenti (il nuovo) che istituisca un'ulteriore regola condivisa (perché rivelatasi utile). Si individuano anche le due dimensioni del processo creativo che unisce disordine e ordine, paradosso e metodo.
Infine, le categorie di nuovo e utile ampliano la sfera delle attività creative a tutto l'agire umano a cui sia riconosciuta un'utilità economica - estetica o etica - e che sviluppi uno dei tre possibili gradi di novità: applicazione nuova di una "regola" esistente, estensione di una regola esistente a un campo nuovo, istituzione di una regola del tutto nuova.

## Creatività e mercato
Il 2009 è stato l'Anno Europeo della Creatività e Innovazione (European Year of Creativity and Innovation - EYCI). L'obiettivo è "accrescere la consapevolezza dell'importanza della creatività e dell'innovazione in quanto competenze chiave per lo sviluppo personale, sociale ed economico".

## Creatività e neuropsicologia
In neuropsicologia l'aspetto propriamente individuale della creatività viene studiata con i metodi tipici dello studio delle funzioni cerebrali (come memoria, linguaggio, attenzione) che si basano sul confronto dell'espressione di diverse capacità neuro-motorie in relazione a tre circostanze:
1. fasi dello sviluppo
2. esito di lesioni selettive
3. livello di eccellenza nello svolgimento di quella determinata funzione

Questi metodi hanno significato il prevalere dell'ottica riduzionista (le facoltà hanno sede nel cervello) che ha contribuito a notevoli successi quantitativi grazie anche alle recenti tecniche di imaging del cervello in attività.
L'ambito individuale dello studio della creatività si concentra quindi sulle capacità dell'atto creativo addebitabili a differenze individuali,  che possano essere anche affinate tramite la pratica e l'insegnamento.
Le teorie correnti per una neuropsicologia della creatività si basano in parte sul modello dello Human Information Processing di Lindsay & Norman (1977).
Sarnoff Mednick pose l'accento sull'aspetto ricombinatorio: il cervello contiene informazioni memorizzate in forma isolata, mentre determinati stati mentali potrebbero favorire associazioni nuove tra gli elementi esistenti. Per esempio chi pensa per immagini potrebbe notare elementi figurativi comuni in due esperienze che sono trascurati da chi pensa per parole. Mednick partiva da un interesse clinico nella schizofrenia ed era portato ad utilizzare moderne tecniche di indagine neuropsicologica.
Negli anni 1860-70 Eugen Bleuler, studiando la demenza precoce, ne sottolineò quattro aspetti particolari:
1. allentamento delle associazioni mentali;
2. anaffettività;
3. ambivalenza;
4. autismo.

L'ipotesi naturale dopo Bleuler fu che la tendenza a formulare associazioni inusuali fosse alla base di questo disturbo, che egli battezzò schizofrenia.
Da altri era stato concluso che una tendenza alla iperinclusività degli elementi, sino alla produzione di collegamenti improbabili, era riportata anche in studi psicometrici condotti su individui creativi. Si poteva immaginare che uno stile di pensiero schizofrenico senza l'angoscia e la destrutturazione della patologia corrispondente potesse essere alla base dell'atto creativo.
JL Karlsson nel 1978, nel suo Inheritance of creative intelligence (Nelson-Hall, Chicago, 1978), rilevò in Islanda una maggiore frequenza di alcune psicopatologie tra quanti venivano citati nel Who's Who, a causa della loro creatività rispetto agli altri menzionati.
Albert Rothenberg fece in seguito riferimento alla presenza di un pensiero allusivo nei soggetti creativi, capace di cogliere associazioni remote e infrequenti senza sentirsi disturbati dalla loro stranezza.
Sebbene si sia ipotizzato che a fronte di maggiori stimoli il creativo disponga di una maggiore fluidità o velocità di pensiero, niente in tal proposito è stato dimostrato. Molto più condiviso dai ricercatori è l'elemento della disinibizione nelle associazioni. Questa di pari passo espone il soggetto a varie forme di psicopatologia.

## Meccanismi della creatività
- La bisociazione di Arthur Koestler
- Divergenza e Convergenza di J.P.Guilford

## Metodi di Creatività
- Il TRIZ di Genrich Altshuller
- Il Metodo PAPSA di Hubert Jaoui
- Il pensiero laterale di Edward de Bono

## Tecniche di creatività
- Il brainstorming di Alex Osborn
- la tecnica dei sei cappelli di Edward de Bono
- La Mappa mentale di Tony Buzan
- Le carte creative di Nicola Piepoli di Hubert Jaoui di Matteo di Pascale